# Pseudolasius bucculentus
Pseudolasius bucculentus är en myrart som beskrevs av Wheeler 1922. Pseudolasius bucculentus ingår i släktet Pseudolasius och familjen myror. Inga underarter finns listade i Catalogue of Life.